# Asarcogryllacris anastomotica
Asarcogryllacris anastomotica är en insektsart som beskrevs av Heinrich Hugo Karny 1937. Asarcogryllacris anastomotica ingår i släktet Asarcogryllacris och familjen Gryllacrididae. Inga underarter finns listade i Catalogue of Life.